# Врослий ніготь
Врослий ніготь (ВН, оніхокриптоз; лат. incamatio  unguae) — вростання нігтьової пластини в край нігтьового валика. Це захворювання може вражати нігті, як на руках, так і на ногах. Але найчастіше уражається великий палець ноги. Ніготь може вростати, як з внутрішнього, так і з зовнішнього боку. Рідко зустрічаються випадки, коли процес вростання проходить відразу з двох сторін.
Запущена форма оніхокриптозу може призвести до гострого або хронічного нагноєння, яке обмежить можливість пересування. Хронічна пухлина на пальці — це незагойна відкрита рана, яка постійно кровоточить і гноїться.

## Причини захворювання
Захворювання характеризується хронічним патологічним здавленням нігтьової пластини.
Станом на 2024 рік, спеціалістами які лікують ВН є подолог, та дерматолог.
Найчастішими причинами такого явища можуть бути:
- травма пальця; мікротравма матриксу;
- неправильно виконаний педикюр;
- неправильне (вузьке) взуття;
- інфекційне ураження нігтьової пластини (пальців), наприклад оніхомікоз (грибкове ураження нігтя)[5]
- функціональна слабкість, наприклад для стопи — плоскостопість;
- особливості анатомічної будови (наприклад, диспропорція м'яких та твердих тканин);
- зайва вага;

## Лікування
Медицина пропонує два принципові методи лікування:
- консервативний
- хірургічний (оперативний)

Вибір методу залежить від ступеня занедбаності захворювання, та вже попередньо застосованого лікування.
На початку захворювання можливе консервативне лікування. Необхідно носити вільне взуття, ретельна гігієна ніг. Можна застосовувати дезінфікуючі ванночки з розчином кухонної солі чи марганцевокислого калію, додаючи його в розчин до світло-рожевого відтінку (кілька кристаликів). У разі відсутності позитивних зрушень у лікуванні, а також в запущених випадках необхідна консультація хірурга для інвазивного методу лікування.
Звичайне хірургічне видалення (резекція) краю врослого нігтя не дає гарантії відсутності рецидивів, нерідкі випадки повторного вростання через кілька місяців, або років. Вростання нігтя можна виправити спеціальними корегувальними пластинами. Лікар робить невеликий надріз в місці запалення, щоб видалити шматочок врослого нігтя. Потім він чистить рану від гною, і закриває ранку, зверху на нігтьову пластину кріпиться коригувальна скоба.[джерело?] Зміст застосування скоби у тому, щоб запобігати зростанню нігтя в непотрібному напрямку. Такі пластинки досить легко встановлюються і зовсім не помітні на нозі. Операція з видалення врослого нігтя займає не більше як півгодини і проводиться під місцевою анестезією. Післяопераційна рана заживає впродовж тижня. Після операції можливе збереження больових відчуттів в пальці впродовж 2-3 тижнів.

## Чого не можна робити
Прикладати подразнюючі мазі, обрізати ніготь по краю з боку вростання (погіршує протікання), відтягувати відвідування лікаря. Не слід носити занадто щільні і тугі шкарпетки і колготки, що не пропускають повітря — пальці на ногах повинні завжди «дихати» і повноцінно забезпечуватися кров'ю.[джерело?]